# Новоіванівське (Запорізький район)
Новоіва́нівське — село в Україні, у Матвіївській сільській громаді Запорізького району Запорізької області. Населення станом на 1 січня 2007 року складало 72 особи. До 2020 року орган місцевого самоврядування — Дружелюбівська сільська рада. 

## Географія
Село Новоіванівське розташоване за 8 км від міста Вільнянська, 17 км від обласного центра. Сусідні населені пункти: село Дружелюбівка (1 км) та селище Гасанівка (1,5 км). Поруч пролягає автошлях національного значення Н15 (Запоріжжя — Донецьк). Найближча залізнична станція — Янцеве (за 3 км від села). Площа села — 21 га, налічується 47 домогосподарств.

## Історія
Село Новоіванівське засноване 1923 року і перебувало у складі Вільнянського району. 
У 1932—1933 роках селяни зазнали сталінського геноциду.
З 24 серпня 1991 року село у складі Незалежної України.
12 червня 2020 року, відповідно до розпорядження Кабінету Міністрів України № 713-р «Про визначення адміністративних центрів та затвердження територій територіальних громад Запорізької області», село увійшло до складу Матвіївської сільської громади.
19 липня 2020 року, в результаті адміністративно-територіальної реформи та ліквідації Вільнянського району, село увійшло до складу новоутвореного Запорізького району. 

## Населення
| Розподіл населення за рідною мовою за даними перепису 2001 року |           |          |
| Мова                                                            | Кількість | Відсоток |
| українська                                                      | 83        | 93,26 %  |
| російська                                                       | 6         | 6,74 %   |
| Всього:                                                         | 89        | 100 %    |

## Пам'ятка
На східній околиці села Новоіванівське знаходиться братська могила 86 вояків Червоної армії.